# Бока (Румунія)
Бока (рум. Boca) — село у повіті Горж в Румунії. Входить до складу комуни Самарінешть.
Село розташоване на відстані 245 км на захід від Бухареста, 35 км на південний захід від Тиргу-Жіу, 79 км на північний захід від Крайови.

## Населення
За даними перепису населення 2002 року у селі проживали 317 осіб, усі — румуни. Усі жителі села рідною мовою назвали румунську.